# Stegodyphus tibialis
Espèce
Synonymes
- Eresus tibialis O. Pickard-Cambridge, 1869
- Stegodyphus socialis Pocock, 1900
- Eresus daliensis Yang & Hu, 2002

Stegodyphus tibialis est une espèce d'araignées aranéomorphes de la famille des Eresidae.

## Distribution
Cette espèce se rencontre en Inde, en Birmanie, au Thaïlande et en Chine.

## Publication originale
- O. Pickard-Cambridge, 1869 : Descriptions and sketches of some new species of Araneida, with characters of a new genus. Annals and Magazine of Natural History, sér. 4, vol. 3, p. 52-74 (texte intégral).